# Gary Robson
Gary Robson (Newcastle, 19 juni 1967) is een Engelse darter. Robson, met de bijnaam Big Robbo, won in 2005 de World Darts Trophy, dit is voorlopig zijn grootste overwinning in zijn carrière. Robson, die als 16e geplaatst was, was in de finale verrassend sterker dan de als 3e geplaatste Mervyn King. Eerder waren het Tony David, Tony Eccles, Martin Atkins en Mike Veitch die niet opkonden tegen Robson.
Robsons beste prestatie tijdens een wereldkampioenschap vond plaats in 2007. In de eerste ronde versloeg Robson de grote favoriet voor de titel Michael van Gerwen met 3-2 in sets. Een ronde later was het John Walton, de wereldkampioen van 2001, die met 4-3 werd verslagen. In de kwartfinale strandde Robson tegen een van de verrassingen van het toernooi Niels de Ruiter. De Ruiter won met 5-4 in sets.
De laatste grote prestatie die Robson op een televisie-toernooi neerzette, was het behalen van de halve finale tijdens de Zuiderduin Darts Masters 2010. In de poulefase versloeg Robson de Nederlander Ron Meulenkamp met 5-0 en de Engelsman John Walton met 5-4. In de kwartfinale wist Robson met 3-2 in sets te winnen van Scott Waites, om vervolgens in de halve finale met 3-1 te verliezen van de latere winnaar Martin Adams. In het circuit vormt hij tijdens koppeltoernooien een duo met Gary Anderson.

## Resultaten op Wereldkampioenschappen

### BDO
- 2001: Laatste 32 (verloren van Raymond van Barneveld met 1-3)
- 2003: Laatste 32 (verloren van Robert Wagner met 1-3)
- 2004: Laatste 16 (verloren van Tony O'Shea met 2-3)
- 2005: Laatste 32 (verloren van Darryl Fitton met 1-3)
- 2006: Laatste 32 (verloren van Gary Anderson met 1-3)
- 2007: Kwartfinale (verloren van Niels de Ruiter met 4-5)
- 2008: Laatste 16 (verloren van Darryl Fitton met 0-4)
- 2009: Kwartfinale (verloren van Martin Adams met 4-5)
- 2010: Laatste 32 (verloren van Ted Hankey met 0-3)
- 2011: Kwartfinale (verloren van Martin Phillips met 4-5)
- 2012: Laatste 32 (verloren van Steve Douglas met 1-3)
- 2013: Laatste 32 (verloren van Garry Thompson met 1-3)
- 2014: Laatste 16 (verloren van Robbie Green met 1-4)
- 2015: Laatste 16 (verloren van  Jeff Smith met 3-4)
- 2016: Laatste 32 (verloren van Madars Razma met 1-3)
- 2018: Laatste 32 (verloren van Glen Durrant met 0-3)
- 2019: Laatste 32 (verloren van  David Cameron met 1-3)
- 2020: Laatste 32 (verloren van Ben Hazel met 2-3)